# Абрамович-Барановский, Сергей Семёнович
Серге́й Семёнович Абрамо́вич-Барано́вский (22 апреля [4 мая] 1866 — май 1941) — российский юрист и военный деятель; заслуженный профессор Александровской военно-юридической академии.

## Биография
Родился 22 апреля (4 мая) 1866 года в семье дворянина, капитана артиллерии Семёна Александровича Абрамович-Барановского (1831 — до 1872). Род был записан во 2-ю часть родословной книги Полтавской губернии в 1841 году.
В 1883 году окончил 4-й Московский кадетский корпус, а в 1885 году — Павловское военное училище, после чего поступил на службу офицером в Кронштадтскую крепостную артиллерию. Продолжал обучение в Александровской военно-юридической академии , которую в 1893 году окончил «по 1-му разряду». В 1897 году защитил диссертацию: «Значение военного начальства в военном уголовном процессе». В 1899 году был назначен экстраординарным профессором Александровской военно-юридической академии; с 15 ноября 1902 года — заслуженный ординарный профессор академии. Также преподавал законоведение в Петербургском юнкерском училище.
В 1909 году был произведён в генерал-майоры.
После начала Первой мировой войны и прекращения работы военно-юридической академии был командирован в Казанский военно-окружной суд — исполняющим обязанности военного судьи (19.09.1914). Позже состоял и.д. военного судьи Московского военно-окружного суда. С 21 по 30 марта 1916 года был председателем суда в Кремле, рассматривающего известное «Дело толстовцев».
После Февральской революции 1917 года состоял консультантом Чрезвычайной Следственной комиссии по делам бывших министров. С 28 апреля 1917 года — сенатор уголовного кассационного департамента с оставлением в должности профессора военно-юридической академии. После закрытия военно-юридической академии в марте 1918 года был избран приват-доцентом юридического факультета Петроградского университета; позже был профессором по кафедре криминалистики (до сентября 1923). Одновременно, он состоял научным сотрудником иностранного отделения Библиотеки Академии наук (с января 1919). В июне 1920 года был призван на службу в РККА и прикомандирован к Петроградскому окружному управлению Всевобуча; был редактором научной секции Петроградского отдела Высшего военно-редакционного совета при РВСР, участвовал в редактировании и издании книг по истории мировой войны и др. отраслям знаний. В 1922 году был демобилизован по возрасту.
С 1924 года работал старшим библиотекарем иностранного отделения Библиотеки Академии наук, позже был заведующим отделом систематизации библиотеки.
В 1920 году приехал в Москву для знакомства с деятельностью «Братства ревнителей православия в честь святителя Алексия, митрополита Московского», учреждённого священников Романом (Медведем) по благословению Патриарха Тихона. После ознакомления с деятельностью братства Абрамович-Барановский указывал на эту общину как на пример для подражания всем желающим устроить свою духовную жизнь. В 1927 году во второй раз приехал в Москву с той же целью. В эти годы он поддерживал переписку с отцом Романом и обменивался с ним и другими религиозными деятелями мнениями по различным церковным вопросам.
Был арестован 18 апреля 1928 года (по другим данным, 18 апреля 1929 года). 15 августа 1929 года заочно уволен из библиотеки Академии наук в ходе «чистки», связанной с так называемым «делом Академии наук».
Сведения о дальнейшей судьбе противоречивы:
- По версии исследователя репрессий советских учёных Феликса Фёдоровича Перчёнка, Абрамович-Барановский проходил по «делу Академии наук» и был осуждён на 10 лет заключения в Соловецком лагере[6]. Перчёнку не удалось получить документальные подтверждения этих сведений[7], тем не менее они распространились в биографических публикациях, иногда с утверждением о смерти Сергея Семёновича в лагере в 1932 году[1] (последнее очевидно ошибочно, поскольку известны его письма, датированные 1934 годом[8]).
- По другой версии, представленной родственниками Абрамовича-Барановского и поддержанной международной правозащитной организацией «Мемориал», в августе 1929 года Сергей Семёнович был приговорён к 3 годам ограничения на места проживания, жил в Твери, по окончании срока в 1932 году вернулся в Ленинград. В 1934 году был восстановлен в гражданских правах Комиссией Советского Контроля при СНК СССР. По ходатайству Президиума Академии наук получил академическую пенсию. Умер в мае 1941 года, похоронен на Волковском кладбище в Ленинграде[1][5].

## Награды
- Орден Святого Станислава 3-й степени (1897)
- Орден Святой Анны 3-й степени (1901);
- Орден Святого Станислава 2-й степени (1904);
- Орден Святой Анны 2-й степени (1906);
- Орден Святого Владимира 3-й степени (1912);
- Орден Святого Станислава 1-й степени (1915);
- Орден Святой Анны 1-й степени (1915);
- Орден Святого Владимира 2-й степени (1916).

## Основные сочинения
- Значение военного начальства в военно-уголовном судопроизводстве. — СПб., 1896.
- Военное судоустройство: академический курс. — СПб., 1900.

Также является автором нескольких статей в «Энциклопедическом словаре Брокгауза и Ефрона».